# Sarvisvaara
Sarvisvaara, Samisch voor rendierberg, is een dorp in het noorden van Zweden. Het dorp ligt in de gemeente Gällivare 20 km ten oosten van Nattavaara By midden in een moerasgebied op een kruising van allerlei plaatselijke soms doodlopende eigen wegen. Het wordt voor het eerst in 1801 genoemd. Het dorp kwam in 2007 in het Zweedse nieuws vanwege de dump van allerlei chemicaliën nabij een drinkwaterreservoir.
Het dorp is naar de gelijknamige 430 meter hoge berg genoemd, die iets ten zuiden van het dorp ligt.

## Websites
- La route de Sarvisvaara, juste après la pluie. De weg naar Sarvisvaara, net na de regen, oude foto

Äijävaara · Alapää · Alavaara · Allavaara · Arro · Avvakko · Björkberget · Bönträsk · Dokkas · Fjällnäs · Flakaberg · Gällivare · Granhult · Grenselet · Grodberget · Hakkas · Härkmyran · Hornberg · Joentaus · Jutsavare · Kaalasluspa · Kääntöjärvi · Kaartijärvi · Kaartirova · Kaitum · Kattån · Keskijärvi · Killingi · Kilvo · Kilvokielinen · Koskivaara (Nattavaara) · Koskivaara (Skröven) · Koskullskulle · Kuolpa · Leipojärvi · Liikavaara · Lillsaivis · Linaälv · Malmberget · Mäntyvaara · Mårdudden · Markitta · Mettä Dokkas · Moskojärvi · Mukkavaara · Muorjevaara · Nattavaara · Nattavaara By · Neitiskaite · Neitisuanto · Nilivaara · Njarka · Norsivaara · Pahtopalo · Pålkem · Palo · Palohuornas · Pauki · Polcirkeln · Puoltikasvaara · Purnu · Purnuvaara · Raatukkavaara · Rantavaara · Ripats · Ruutti · Saanio · Sadjem · Saivorova · Sakajärvi · Sammakko-Lillberget · Sangervaara · Särkivaara · Sarvisvaara · Satter · Sjisjka · Skaulo · Skröven · Solberget · Soutujärvi · Storberget · Storsaivis · Stråberget · Suorvanen · Tidnokenttä · Tjautjas · Torasjärvi · Torrivaara · Ullatti · Urtimjaur · Vähävaara · Valtio · Vassaraträsket · Vettasjärvi · Vuottas · Yrttivaara